# Bang on a Can

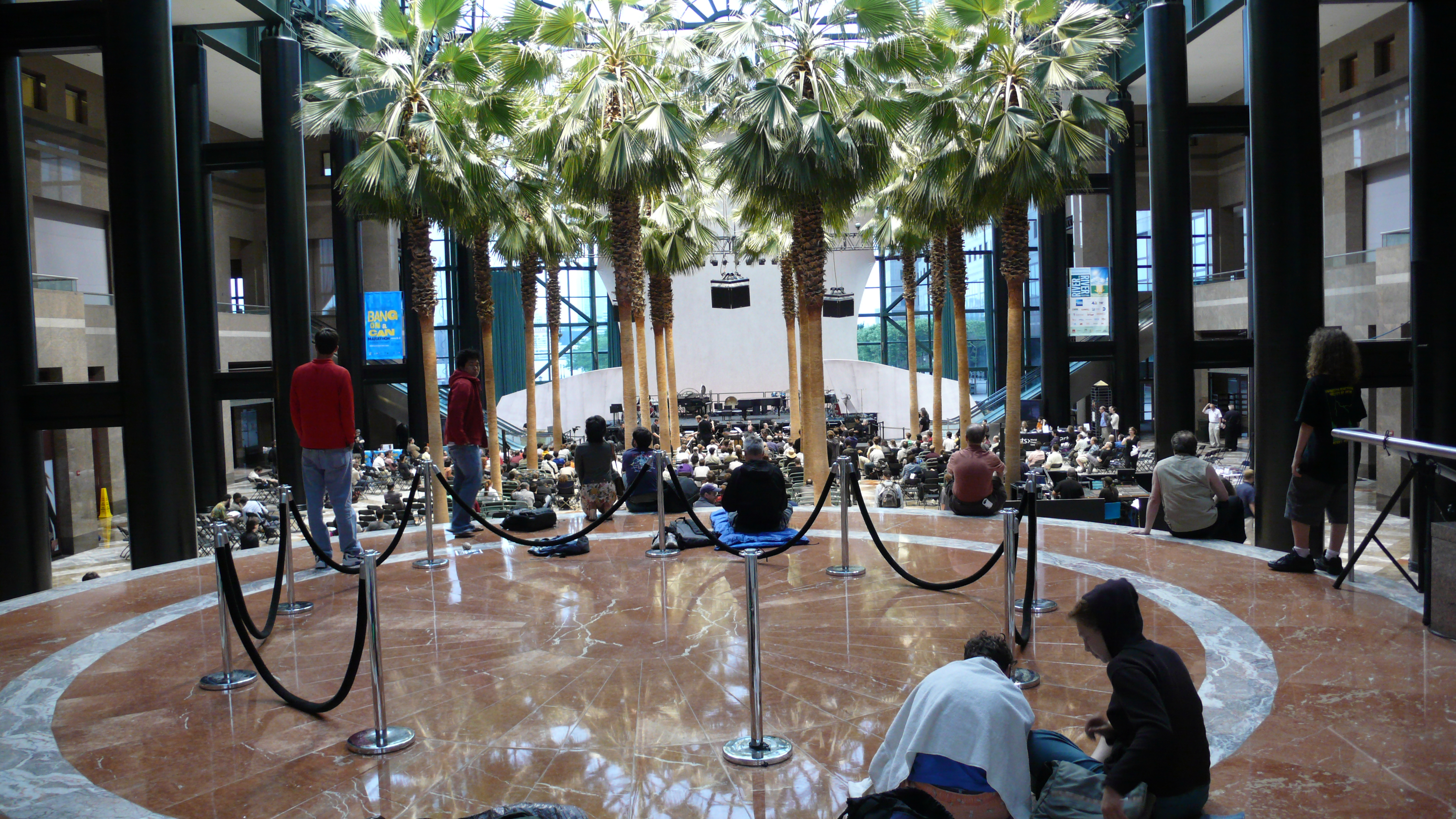
Bang on a Can in het atrium van het World Financial Center in New York in 2007

Bang on a Can is een muziekorganisatie in New York die zich op meerdere facetten richt. De organisatie werd in 1987 opgericht door drie Amerikaanse componisten die ook de artistieke directie vormen: Julia Wolfe, David Lang en Michael Gordon. De organisatie is een voorname kracht binnen de hedendaagse muziekpraktijk, honderden muziekactiviteiten staan op hun naam.

## Bang on a Can All-Stars
Bang on a Can is gerelateerd aan het SPIT Orchestra en het ensemble Bang on a Can All-Stars dat in 2005 werd uitgeroepen tot Ensemble van het jaar door de Musical America International Directory of the Performing Arts. De bezetting ervan is: Evan Ziporyn klarinet, saxofoon, Mark Stewart elektrische gitaar, Wendy Sutter cello, Robert Black contrabas, Lisa Moore toetsen, David Cossin percussie.

## Concertpraktijk
In Amerika geniet Bang on a Can wellicht nog de meeste bekendheid vanwege zijn marathonconcerten waarbij een eclectische mix van achtereenvolgende werken worden uitgevoerd in de loop van vele uren. Het publiek wordt daarbij aangemoedigd om in jeans en T-shirt te verschijnen en mag binnenkomen en vertrekken wanneer het wil. Voor de twintigste verjaardag van hun marathonconcerten gaf Bang on a Can in New York een concert van zesentwintig uren achtereen.
Onder de vele Bang on a Can-evenementen waren uitvoeringen door John Cage, premières van Glenn Branca's epische symfonieën voor verzamelde elektrische gitaren en volledig geënsceneerde opera's van Harry Partch met diens originele instrumenten.

## Gezamenlijke composities
De drie artistiek leiders werken af en toe samen aan een gezamenlijke grote compositie, vaak zonder bekend te maken wie welke bijdrage heeft geleverd. Voorbeelden hiervan zijn:
- The Carbon Copy Building

Een 'stripboekopera' met teksten en tekeningen van Ben Katchor; het werk won in 2000 de Obie Award in de categorie Beste nieuwe Amerikaanse werk.
- Lost Objects

Een hedendaags oratorium met een libretto van Deborah Artman. Het werk is een mix van barokmuziek en soundscapes, uitgevoerd door Concerto Köln met vier elektronische instrumenten, drie solovocalisten, een koor en Dj Spooky als live remixer.
- The New Yorkers

Een geensceneerd multimediaconcert met toegevoegde bijdragen van filmmakers en visual artists zoals Ben Katchor, Bill Morrison, Doug Aitken en William Wegman.
- Shelter

Een multimediawerk dat volgens librettist Deborah Artman, “de kracht en dreigingen van de natuur oproept, (...) de puur esthetische schoonheid van blauwdrukken, de mooie geluidsarchitectuur en de ongemakkelijke kwetsbaarheid dat zelfs ten grondslag ligt aan onze slaap.”
- MUTED

‘Het zachtste vioolwerk ooit’, in samenwerking met Louis Andriessen geschreven voor violiste Monica Germino, die vanwege oorproblemen alleen nog zachte muziek meer kon spelen; de compositie is dan ook voor verscheidene gedempte violen geschreven, waaronder een voor de gelegenheid ontworpen ‘fluisterviool’. Het stuk ging in 2018 in première op het Oranjewoud Festival.

## Cantaloupe Music
In het verleden bracht Bang on a Can zijn opnamen uit op Composers Recordings Inc. (CRI), Sony Classical, Point Music (Universal) en Nonesuch, maar tegenwoordig verschijnt het merendeel van de opnamen op het eigen label Cantaloupe Music. In aanvulling op het uitgeven van de werken van Gordon, Wolfe en Lang, verschijnen op het label ook cd's met muziek van componisten en muziekgroepen die verbonden zijn met de organisatie zoals Evan Ziporyn, Alarm Will Sound, Icebreaker, Ethel, R. Luke DuBois en Don Byron.

## Summer Institute of Music
In 2002 startte Bang on a Can zijn jaarlijkse Summer Institute of Music, een programma in het Massachusetts Museum of Contemporary Art (MASS MoCA) voor jonge componisten en uitvoerders. Dit programma heeft als bijnaam Banglewood, wat een verwijzing is naar het traditionelere klassieke-muziekfestival Tanglewood.

## People's Commissioning Fund
Bang on a Can heeft opdrachtwerken en premières gebracht van componisten als Steve Reich, Terry Riley, Michael Nyman, John Adams, Iva Bittová en Ornette Coleman. In 1998 ging de organisatie van start met de People's Commissioning Fund die het creëren van nieuwe muziekcomposities ondersteunt door de talrijke bijdragen variërend van vijf tot vijfduizend dollar. Het fonds heeft aan de volgenden opdrachten verstrekt:
- 2009 - Lee Ranaldo, Kate Moore, Lok Yin Tang, David Longstreth
- 2008 - Tristan Perich, Erdem Helvacioglu, Ken Thomson
- 2007 - Stefan Weisman, Joshua Penman, Lukas Ligeti
- 2006 - Yoav Gal, Annie Gosfield, John Hollenbeck
- 2005 - Cynthia Hopkins, Carla Kihlstedt, J.G. Thirlwell
- 2003 - Annea Lockwood, Ingram Marshall, Thurston Moore
- 2002 - Eve Beglarian, John King, Matthew Shipp
- 2001 - Jeffrey Brooks, Sussan Deyhim, James Fei, Keeril Makan
- 2000 - Marc Mellits, Edward Ruchalski, Miya Masaoka, Toby Twining
- 1998 - Virgil Moorefield, Pamela Z, Dan Plonsey